# Дидгори
Дидгори (на грузински დიდგორი) е планина в Грузия.
Намира се на 40 km западно от Тбилиси и се издига на надморска височина 1647 m. Разположена е в източната част на Триалетския хребет, който принадлежи към масива Малък Кавказ. Територията му попада в североизточната част на Националния парк Алгети.
Дидгори е мястото на голямата победа на грузинците в прочутото сражение между цар Давид IV Строителя и Селджуките, проведено на 12 август 1121 година. Бойното поле се простира в продължение на няколко километра и е покрито с изобилие от субалпийски ливади. В началото на 1990-те години на мястото на битката е издигнат впечатляващ паметник, състоящ се от десетки огромни масивни мечове, забити в земята и по този начин изглеждащи като кръстове. Наоколо са разхвърляни огромни скулптурни фигури на войни.

## Любопитно
- Първото бойно превозно средство, проектирано и произведено в Грузия получава името си в чест на голямата битка при Дидгори.[4]
- Всяка година на планината се чества победата над Селджуките и този ден се нарича Дидгороба.[4]

- Дидгороба